# Postal Savings Bank of China
Postal Savings Bank of China Co Ltd (PSBC) (förenklade kinesiska tecken: 中国邮政储蓄银行, traditionella kinesiska tecken: 中國郵政儲蓄銀行, pinyin: Zhōngguó yóuzhèng chúxù yínháng), är en kinesisk bankkoncern och rankades år 2017 som världens 55:e största publika bolag och sjunde största banken i Kina.